# 奧萊克薩皮爾
奥莱克萨皮尔（烏克蘭語：Олексапіль）是位於烏克蘭東部的村莊，由盧甘斯克州斯瓦托韋區的洛兹诺-亚历山德里夫卡市镇負責管轄。該村處於洛茲納河畔，始建於1758年，面積0.96平方公里，海拔高度100米，2001年人口223。